# Nordazépam
Le nordazépam ou N-desméthyldiazépam est une substance chimique de la famille des benzodiazépines notamment commercialisée sous le nom de Nordaz par les laboratoires Bouchara Recordati.

## Métabolisme
Cette substance est aussi, avec l'oxazépam le résultat de la catabolisation de certaines benzodiazépines comme le prazépam ou le diazépam ou encore le Clorazépate. Il est leur métabolite actif, et se métabolise lui-même ensuite en oxazépam par hydroxylation (ajout d'un groupe OH).

## Pharmacologie
Comme l'immense majorité des benzodiazépines, le nordazépam est un agoniste GABAergique.
Sa fixation sur les récepteurs GABAA induit un influx d'ions chlorure qui hyperpolarise la membrane du neurone. Les benzodiazépines se fixent sur un site des récepteurs GABAA, ce qui améliore la fixation du GABA sur ses propres récepteurs. On parle d'effet allostérique positif. Pour une même quantité de GABA, la fréquence d'ouverture du canal ionique sera plus importante, ce qui permettra le passage de plus d'ions chlorure et de facto, une inhibition plus forte sur le système nerveux central.
Comme toutes les molécules de cette famille, la nordazépam (ou desméthyldiazépam) possède des propriétés anxiolytiques, hypnotiques ou sédatives, anticonvulsantes, et myorelaxantes, mais elle est surtout utilisée comme anxiolytique, afin de lutter contre les effets gênants de l'anxiété.
Son association est déconseillée avec l'alcool : il y a majoration par l'alcool de l'effet sédatif des benzodiazépines (potentialisation). En association avec les opioïdes, il peut survenir une dépression respiratoire pouvant mener au coma et à l'apnée.

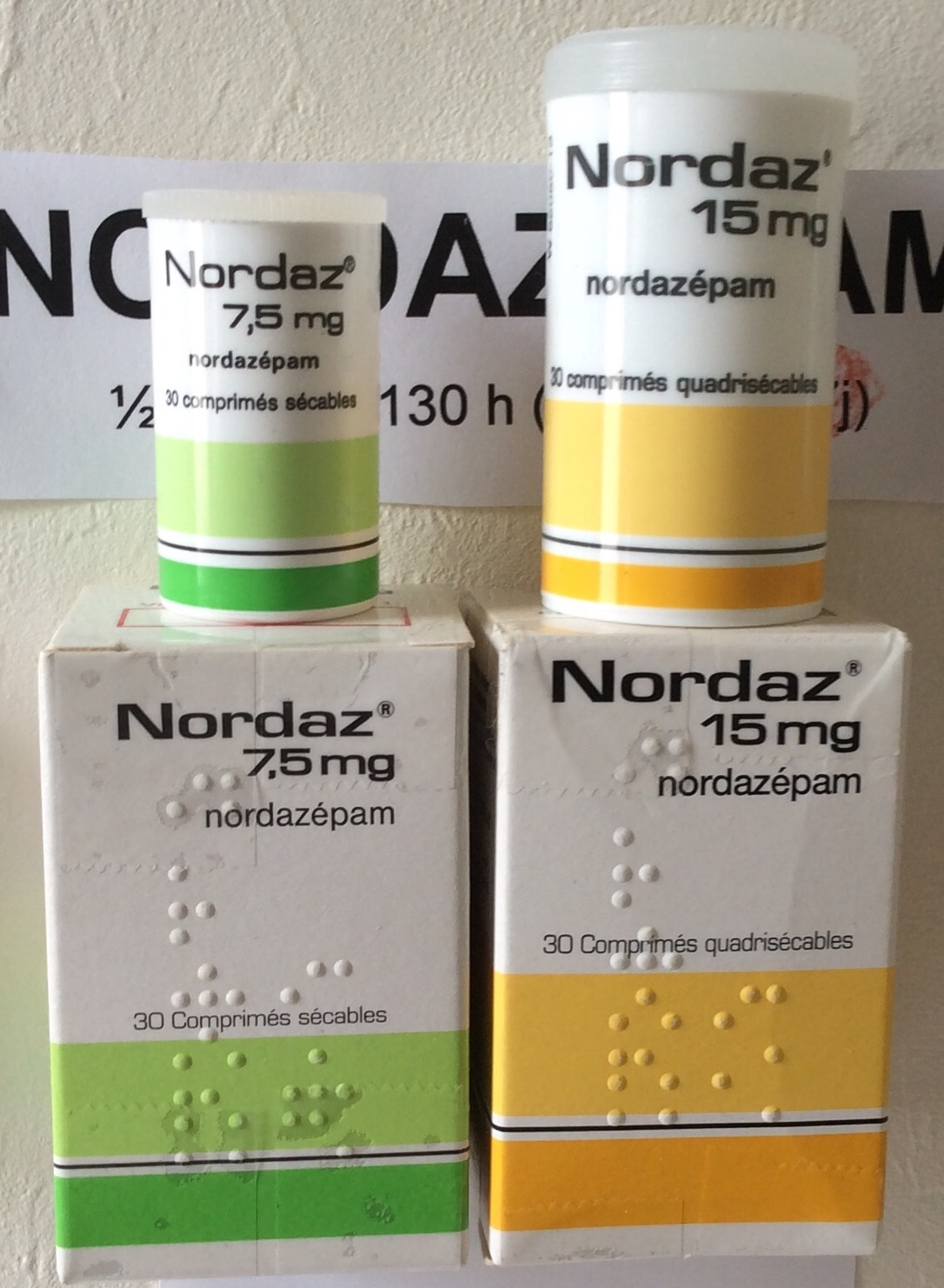
Boites de Nordaz 7,5 mg et 15 mg (nordazépam)